# Кікнадзе Григорій Семенович
Григорій Семенович Кікнадзе (14 лютого 1897, село Чхері Шорапанського повіту Кутаїської губернії, тепер Харагаульський муніципалітет, Грузія — 24 березня 1978, місто Тбілісі, тепер Грузія) — грузинський радянський державний діяч, начальник Закавказької залізниці. Депутат Верховної ради Грузинської РСР 2-го скликання. Депутат Верховної ради СРСР 2—3-го скликань. Герой Соціалістичної Праці (5.11.1943).

## Життєпис
Народився в селянській родині. Закінчив сільську початкову школу в селі Харагулі. Коли родина переїхала із гірської місцевості, продовжив навчання в Тифліському шестикласному залізничному училищі. У дев'ятирічному віці втратив батька. За допомогою далеких родичів зумів у 1912 році закінчити залізничне училище.
З 1912 року працював на залізниці: конторником, телеграфістом, а пізніше черговим на далеких станціях та невеликих роз'їздах у Закавказзі. При наступі турків на Вірменію в 1918 році втік до Тифлісу, де був мобілізований до грузинської армії. Незабаром демобілізувався, влаштувався діловодом в Управління Грузинської залізниці, а вечорами навчався на загальноосвітніх курсах. Згодом був ревізором-інструктором, начальником частини, інспектором управління дороги. Заочно закінчив Тифліський політехнічний інститут, а також курси інженерів шляхів сполучення при Ленінградському інституті інженерів шляхів сполучення. Член ВКП(б).
У листопаді 1933 року Кікнадзе був призначений начальником станції Батум. Він грамотно організував облік та контроль пересування цистерн з паливом, розробив та здійснив систему точного обліку виконання показників кожною зміною, організував змагання між ними. Постійна увага приділялася підбору та розстановці кадрів у робочих змінах. Взимку 1934 року в результаті впровадження методу Кікнадзе значно підвищилася продуктивність праці, і станцію Батум було визнано однією з найкращих залізничних станцій. Досвід роботи Кікнадзе пропагувався у газетах.
Через рік новатора було призначено начальником Тифліського відділення служби експлуатації. Через три місяці це відділення із останнього місця на Закавказькій залізниці вийшло на перше. У 1936 році Кікнадзе призначили начальником вантажної служби магістралі, потім дорожнім ревізором безпеки руху поїздів, а в серпні 1937 року заступником начальника Закавказької залізниці.
У квітні 1939 — серпні 1954 року — начальник Закавказької залізниці імені Берія.
З початку німецько-радянської війни — уповноважений Народного комісаріату шляхів сполучення СРСР по Закавказькому фронту та член Військової ради Закавказького фронту.
Указом Президії Верховної Ради СРСР від 5 листопада 1943 року «за особливі заслуги у справі забезпечення перевезень для фронту та народного господарства та видатні досягнення у відновленні залізничного господарства у важких умовах воєнного часу» Кікнадзе Григорію Семеновичу було присвоєно звання Героя Соціалістичної Праці з врученням ордена Леніна та золотої медалі «Серп та Молот».
З ініціативи Кікнадзе в післявоєнні роки було здійснено технічну модернізацію Закавказької залізниці. На всіх найважливіших напрямках здійснювалася суцільна електрифікація, впроваджувалося автоблокування. У гірській ущелині побудовано власну гідроелектростанцію, що дало державі великі заощадження рідкого та твердого палива.
З серпня 1954 року — заступник начальника Головного транспортного управління Міністерства транспортного будівництва СРСР. Брав активну участь у будівництві нових залізниць у районах освоєння цілинних та пологових земель, зокрема лінії Акмолінськ—Картали. Зробив великий внесок у впровадження на новобудовах тепловозної тяги, брав участь у відкритті лінії Тайшет—Лєна і підготовці будівництва лінії Абакан—Тайшет.
З 1970 року — персональний пенсіонер.
Помер 24 березня 1978 року після важкої та тривалої хвороби. Похований в пантеоні Сабуртало в Тбілісі.

## Звання
- генерал-директор руху І рангу

## Нагороди
- Герой Соціалістичної Праці (5.11.1943)
- три ордени Леніна (4.04.1936, 5.11.1943, 8.07.1951)
- орден Кутузова І ст. (29.07.1945)
- орден Трудового Червоного Прапора (23.11.1939)
- два ордени Червоної Зірки (21.07.1942, 3.12.1944)
- медаль «За оборону Кавказу»
- медаль «За перемогу над Німеччиною у Великій Вітчизняній війні 1941—1945 рр.»
- медаль «За доблесну працю у Великій Вітчизняній війні 1941—1945 рр.»
- медаль «Ветеран праці»
- медалі
- Почесний залізничник